# Wilkin County
Wilkin County är ett administrativt område i delstaten Minnesota i USA, med 6 576 invånare. Den administrativa huvudorten (county seat) är Breckenridge. Countyt är uppkallat efter Alexander Wilkin.

## Politik
Wilkin County tenderar att rösta republikanskt. Republikanernas kandidat har vunnit countyt i samtliga presidentval sedan valet 1980. I valet 2016 vann republikanernas kandidat med 64,5 procent av rösterna mot 27 för demokraternas kandidat.

## Geografi
Enligt United States Census Bureau har countyt en total area på 1 947 km². 1 946 km² av den arean är land och 1 km² är vatten.

### Angränsande countyn
- Clay County - norr
- Otter Tail County - öst
- Grant County - sydost
- Traverse County - söder
- Richland County, North Dakota - sydväst
- Cass County, North Dakota - nordväst